# 予備役
予備役 （よびえき）は、軍隊における役種の一種。一般社会で生活している軍隊在籍者のことを指し、有事の際や訓練の時のみ軍隊に戻る。在郷軍人とも呼ばれる。予備役にある人で構成されるのが在郷軍人会である。
一般的な兵制では国家財政上の制約や国家の諸活動に必要な人的資源の配分などとのバランスから、必要最小限の「現役」を維持しながら、有事の人的所要を予備役によって確保する国が多い。予備役制度は有事に急増する人的所要に対応するため、平時に抑制されている人的な不足を補い拡充することを目的としている。
予備役の兵で編成された軍隊を予備軍という。ただし、この語は予備兵力のことも意味する。

## アメリカ合衆国の予備役
アメリカ軍は正規軍のほか、予備役軍が連邦陸軍、陸軍州兵、連邦海軍、海兵隊、沿岸警備隊、連邦空軍、空軍州兵に組織されている。
- 連邦陸軍予備役（Army Reserve）[5]
- 陸軍州兵（Army National Guard）[5]
- 連邦海軍予備役（Navy Reserve）[5]
- 海兵隊予備役（Marine Corps Reserve）[5]
- 沿岸警備隊（Coast Guard）[5]
- 連邦空軍予備役（Air Force Reserve）[5]
- 空軍州兵（Air National Guard）[5]

以上の米軍の予備役を包括して予備役構成部隊（Reserve Component、RC）といい、正規の予備役と州兵に分けられる。州兵は各州の軍隊であり、不安情勢発生時には地元警察の後に動員される組織でもあり、かつ連邦軍としても動員される特別な予備役となっている。州兵は個人単位ではなく所属する部隊単位で動員される。
7つの予備役の区分にそれぞれ、即応予備役、待機予備役、退役予備役の3種類がある。
- 即応予備役（RR:Ready Reserve） - 即応度の高い訓練された予備役で非常時には招集義務を負う[5]。
- 待機予備役（SR:Standby Reserve） - 議会で承認された場合に強制的に現役兵として招集される可能性がある[5]。
- 退役予備役（Retired Reserve-Inactive） - 60歳に達して退職手当を受給しているかまたは受給資格を持つ者で構成される[5]。

動員の派遣は、予備役軍だけで構成されることもあるが、その場合でも文官又は軍人の正規支援職員が同行して対応することが多い。
以下の項目も参照。
- アメリカ軍予備役部隊（英語版）
- アメリカ海兵隊第4海兵師団
- 予備役将校訓練課程

## イギリスの予備役
イギリスの各軍（陸軍、海軍、空軍）の予備役には以下の種類がある。
- 標準予備役/標準志願予備役（Regular Reserve/Standard Volunteer Reservists）[5]
- 常勤予備役（Full-Time Reserves Service:FTRS） - 招集や動員を受けるわけではなく応募により一定期間常勤で勤務するもの[5]。
- 追加服務契約（Additional Duties Commitment:ADC） - 非常勤の職務に就くもの[5]。
- 高即応予備役（High Readiness Reserves:HRR） - 緊急時に必要な特殊技能をもつもの[5]。
- 後援予備役（Sponsored Reserves） - 民間企業従業員の一定割合について予備役の業務を行う契約を請負業者と結ぶもの[5]。

このほか以下の項目も参照。
- 国防義勇軍
- 海軍予備員

## 日本の予備役

### 旧軍の兵役
1889年の明治22年徴兵令では兵役は常備兵役、後備兵役、補充兵役、国民兵役に区分し、このうち常備兵役を現役と予備に区分していた。予備役の資格は現役終了者で、明治22年徴兵令では原則として陸軍では4年、海軍では3年とされ、各年1度の演習（60日）と簡閲点呼を受けることとされていた。なお、予備役終了者は後備兵役の資格を有した。
明治22年徴兵令は昭和に入って制定された兵役法による改正まで存続し、大筋を踏襲しながらも毎年改正が行われ終戦を迎えた。

### 予備艦船
旧日本海軍は保有艦船の内、連合艦隊など艦隊に編入や付属されたり、鎮守府、警備府に所属して任務に属している船を 「在役艦船」、その他の役務を持たない船を 「予備艦船」 と呼んでいた。
予備艦船は船の状態により、いくつかに分かれていた。
|            | 船の状態                         | 配置されている乗員数 | 出動可／不可                   |
| ---------- | -------------------------------- | -------------------- | ------------------------------ |
| 第一予備艦 | 短期間の整備で出動可能           | ほぼ定員             | 大演習などで敵艦隊の主役となる |
| 第二予備艦 | 保存整備中や小規模の修理、改造中 | 定員の8割ほど        | 演習に出動することがある       |
| 第三予備艦 | 大規模の修理、改造中             | 定員の半数ほど       | 当分の間、行動不能             |
| 第四予備艦 | 廃艦間近                         | 定員の2割ほど        |                                |
| 特別予備艦 | 外国から購入などで回航後、待機中 |                      |                                |

### 自衛隊の予備役
- 即応予備自衛官
- 予備自衛官
- 予備自衛官補

## 中国の予備役
- 中国人民武装警察部隊
- 中国民兵
- 中国人民解放軍予備役部隊 （中国語版）

## オーストラリアの予備役
- オーストラリア陸軍予備役（英語版）
- オーストラリア海軍予備役（英語版）
- オーストラリア空軍予備役（英語版）

## その他の用法・比喩的表現
何らかの事情によって勤務先での立場が常勤から非常勤になった場合、勤務日数が極端に減った場合、リモート勤務化で職場に出勤しなくなった場合、指示が下されるまで出勤せずに待機する状態になった場合、などに「予備役編入」と呼称することがある。
また、現在はそうなってはいないが、将来的にはそうなる可能性のある人のことを「○○予備軍」と呼ぶことがある（例：メタボ予備軍、性犯罪者予備軍、など）。